# Joseph Alois Schmittbaur
Joseph Aloys Schmittbaur o Schmittbauer (Bamberga, 8 novembre 1718 – Karlsruhe, 24 ottobre 1809) è stato un compositore tedesco.

## Biografia
Si formò musicalmente sotto la guida dell'organaro J. P. Seuffert a Würzburg e successivamente, dal 1745 al 1771, fu attivo come musicista presso la corte di Rastatt; presso questa corte fu anche Konzertmeister (maestro dei concerti) dal 1762 e Kapellmeister (maestro di cappella) dal 1765. Nel 1772 divenne Konzertmeister al servizio della corte di Karlsruhe e nel 1775 fu a Colonia come Kapellmeister della cattedrale e direttore dei pubblici concerti. Nonostante egli rimase ivi solo per un breve periodo, la sua musica sacra ebbe una certa influenza sull'ambiente musicale cittadino. Nel 1777 tornò definitivamente a Karlsruhe dove fu attivo sempre come Kapellmesiter, ma anche come insegnante e costruttore di glass armoniche, delle quali estese l'intervallo da 2 a 4 ottave. Si ritirò dai propri doveri di maestro di cappella nel 1804, lasciando così il proprio posto presso la corte a suo figlio, Abbé Ludwig Joseph (1755-1829), un compositore di lieder. Altri tre suoi figli furono musicisti: August (nato nel 1763) fu clarinettista e flautista, Nepomuk fu violinista e lavorò nell'ambito della cappella di corte di Karsruhe e sua figlia Therese la quale fu cantante e tastierista.

## Considerazioni sull'artista
Nonostante i propri lavori appartengono allo stile pre-classico, egli fu molto stimato come compositore negli anni ottanta del Settecento, principalmente per le sue sinfonie che seguono il modello della scuola di Mannheim.
Il suo primo lavoro operistico fu la serenata L'isola disabitata, la quale risente l'influenza dello stile di Niccolò Jommelli, il quale dal 1753 era attivo a Stoccarda. Nelle composizioni teatrali degli anni settanta del Settecento invece risentì dell'influsso della riforma gluckiana dell'opera.
Delle altre sue composizioni strumentali si ricordano in particolare i lavori da camera, come i sei quartetti per flauto e archi, i quali in passato vennero attribuiti erroneamente a Joseph Haydn.

## Composizioni

### Opere
- L'isola disabitata (serenata, libretto di Pietro Metastasio, 1762, Rastatt)
- Die stumme Liebe (Singspiel, libretto di G. L. Korn, 1767, Rastatt)
- Imeneo in Atene (opera seria, libretto di Silvio Stampiglia, 1768, Rastatt)
- Herkules auf dem Oeta (Vorspiel mit Gesang, libretto di J. B. Michelis, 1771, Hanover)
- Il re pastore (opera seria, libretto di Pietro Metastasio, 1772, Rastatt)
- Lindor und Ismene (Singspiel, libretto di F. J. Soden von Sassanfort, 1771, Karlsruhe)
- Endymion (serenata, libretto di Pietro Metastasio, 1774, Karlsruhe)
- Schuss von Gänsewitz, oder Betrug aus Liebe (Singspiel, libretto di H. F. Möller, 1787, Karlsruhe)
- Epilog am Karlstag (1788, Karlsruhe)

### Cantate e altri lavori vocali minori
- Scherzo pastorale (1759)
- Prologo per soprano e orchestra (1782)
- Oster-Cantate, oder die Freunde am Grabe des Erlösers (testo di J. C. Walz, 1782)
- 3 cantate per 1 voce e orchestra
- Klagen nach der Abreise der … Madame Todi per 2 soprani e strumenti (1783, Spayer)
- Die Selbstverläugnung (testo di H. J. Tode, 1783)
- Auf die Geburt eines Landesprinzen (testo di Walz, 1784, Karlsruhe)
- Friedensfeier in der Schlosskirche (testo di Walz, 1806)
- Die Ur-Eltern im ersten Gewitter per 2 soprani, basso e orchestra
- Oltre 45 lieder
- 2 arie italiane

### Musica sacra
- Missa in re magg. per 4 voci e orchestra (1781, Speyer)
- 4 messe per 4 voci e orchestra
- Passio secundum Mattheum
- Requiem per 4 voci e strumenti
- Stabat mater
- 14 offertori
- 4 salmi
- Varie litanie

### Musica strumentale

#### Sinfonie
- 3 sinfonie a 8 (1777)
- Sinfonia hypochondrica (1782)
- 2 sinfonie (1795)
- 1 sinfonia per il matrimonio dell'Elettore Maximilian Joseph e della Principessa Caroline of Baaden (1799)
- Almeno altri 21 sinfonie (1760-75)

#### Concerti
- Concerto per violino (1773)
- 7 concerti per tromba (1773-4)
- Concerto per oboe (1781)
- 2 concerti per corno (1782)
- 3 concerti per fagotto
- Diversi concerti per flauto

#### Musica da camera
- 4 quartetti per flauto, 2 violini e violoncello
- 5 quartetto per flauto, violino, violoncello e clavicembalo
- 6 quartetti per clavicembalo/fortepiano, flauto, violino e basso
- 3 quartetti per flauto, 2 violini (o violino e viola) e violoncello
- Quaretto périodique per flauto, violino, viola e violoncello
- Trio per oboe, violino e basso
- Sonatina per flauto, clavicembalo e violoncello
- 3 trii per 2 flauti e violoncello
- 7 divertimenti e partite per 5-10 strumenti a fiato

#### Musica per tastiera
- Oltre 35 pezzi per tastiera
- 24 Vor- und Nachspiele per organo
- 5 preludi e un rondò per glass harmonica/fortepiano
- 18 sinfonie per clavicembalo
- 2 rondò e preludio per tastiera